# Robert Oxnam
Robert Bromley Oxnam (14 de diciembre de 1942 - 18 de abril de 2024) fue un erudito estadounidense sobre estudios de China y presidente de la Asia Society de Nueva York. Dirigió la sociedad durante más de una década y también dirigió giras financieras y culturales por China para Bill Gates, Warren Buffett y el expresidente estadounidense George HW Bush. Se hizo muy conocido por su autobiografía de 2005, A Fractured Mind, donde reveló que vivía con trastorno de identidad disociativo.

## Vida y educación
Oxnam nació el 14 de diciembre de 1942 en Los Ángeles, California. Se educó en Williams College (1964) y en la Universidad de Yale (1966, 1969). Fue profesor en Trinity College (Connecticut) (1969–75), Universidad de Columbia (década de 1990) y Williams College (Cátedra Bernhard, 1995). Sus honores académicos han incluido la Medalla del Bicentenario de Williams College (1993)  y el Trinity College LL. D. (1994). Fue miembro del comité visitante de la Universidad Drew y de la Escuela de Servicio Internacional de la Universidad Americana.

## Carrera
Oxnam fue presidente de la Asia Society durante más de una década (1981-1992). La Asia Society, principal institución de educación pública de Estados Unidos en todos los aspectos de la región Asia/Pacífico, creció rápidamente bajo su dirección para abarcar programas corporativos, contemporáneos y culturales relacionados con más de treinta países asiáticos, con una sede en Nueva York y oficinas en Washington D. C., Los Ángeles, Houston y Hong Kong. Anteriormente, fue vicepresidente de esta misma sociedad, y director del Centro de Washington D. C. (1979–81) y director del Consejo de China (1975–81).
Desde la década de 1990, Oxnam actuó a menudo como conferenciante y educador para estadounidenses destacados que buscaban un conocimiento profundo de China, incluidos Bill Gates (Microsoft) y Warren Buffett (Berkshire Hathaway), el expresidente George H. W. Bush y la primera dama Barbara Bush. Fue asesor principal de la Sociedad de Becarios de Negocios Internacionales, con sede en Atlanta, y solía acompañar a sus líderes empresariales a varias partes de Asia. Durante un breve período también fue corresponsal especial del noticiero MacNeil/Lehrer NewsHour, presentando un especial de nueve capítulos sobre China.
Oxnam fue autor de dos novelas sobre China: Cinnabar (1990, una novela de misterio sobre la China del siglo XX) y Ming (1995, una novela histórica sobre la China del siglo XVII). También fue autor o editó varias obras de no ficción sobre Asia: Ruling from Horseback (sobre la conquista manchú de China); Dragon and Eagle (una revisión exhaustiva de las relaciones entre Estados Unidos y China); varias ediciones de China Briefing (revisión anual para empresarios, periodistas y académicos). Contribuyó con artículos para The New York Times, Foreign Affairs, y The Asian Wall Street Journal.
Enntre 2003 y 2006, fue profesor invitado en la Universidad de Beijing y académico global en el Robinson College of Business de la Universidad Estatal de Georgia. Fue miembro del Consejo de Relaciones Exteriores, el Cosmos Club, la Century Association, la Asociación de Estudios Asiáticos y el Comité Nacional de Relaciones entre Estados Unidos y China. En años posteriores, fue asesor de importantes firmas de gestión patrimonial, incluida Bessemer Trust Company, así como fideicomisario de la fundación Rockefeller Brothers y la fundación Armand Erpf.
Después de una larga vida académica, Oxnam se embarcó en una carrera artística, haciendo esculturas de madera desgastada y fotografiando rocas glaciares con lentes macro, siguiendo la gran tradición de los eruditos chinos sobre las rocas. En los últimos años, las exposiciones han incluido: Chambers Fine Art Gallery, fundación Rockefeller Brothers, Triple Candie Gallery, Interchurch Center, Brecknock Hall, Full Moon Arts Center, Art Sites Gallery. Además de ser un orador frecuente sobre temas relacionados con China y Asia, pronunció discursos de apertura sobre la "Psicología de la creatividad" en organizaciones como An Infinite Mind y Conductors Retreat en Medomak. En 2011, el artista contemporáneo chino de fama mundial, Cai Guoqiang, elogió la obra de arte de Oxnam. Fue uno de los doscientos artistas estadounidenses destacados en 2014 a los que se les pidió crear una obra para el exitoso Fabergè Big Egg Hunt New York.

## Trastorno de Identidad Disociativo
Fue diagnosticado de trastorno de identidad disociativo en 1990 por el doctor Dr. Jeffery Smith. Oxnam había llegado por alcoholismo, pero descubrió que no recordaba lo que sucedía en terapia. Con el tiempo, descubrió que vivía con once identidades, quienes convivían en un mundo interno en forma de castillos medievales. En 2005, a la edad de 63 años, publicó sus memorias: A Fractured Mind: My life with Multiple Personality Disorder, y obtuvo una amplia cobertura mediática, incluidos 60 Minutes de CBS,Good Morning America de ABC, NBC Today Show, PBS, The New York Times, Time Magazine, Daily Telegraph, y la BBC. El libro detalla sus terapias con el doctor Smith y cómo sus identidades fueron revelando una infancia de abusos.

## Vida personal y muerte.
Oxnam estaba casado con Vishakha N. Desai, una especialista en arte asiático, que renunció como presidente de la Asia Society en 2012 y quien es actualmente asesora especial para asuntos globales del presidente de la Universidad de Columbia y asesor principal de políticas y programas globales para el director de la Fundación Solomon R. Guggenheim.
Oxnam murió por complicaciones de la enfermedad de Alzheimer en Greenport, condado de Suffolk, Nueva York, el 18 de abril de 2024. Tenía 81 años.

### Libros
- A Fractured Mind: My Life with Multiple Personality Disorder (Una mente fracturada: mi vida con un trastorno de personalidad múltiple.) (Autor) Hyperion Press, 2005.
- Ming: A Novel of Seventeenth-Century China (Ming: una novela de la China del siglo XVII). (Autor) St. Martin's Press, 1995.
- Japan, Korea and China: American Perceptions and Policies (Japón, Corea y China: percepciones y políticas estadounidenses.) (Coautor) Lexington Books, DC Heath and Company, 1979.
- Dragon and Eagle: United States-China Relations, Past and Futuro (Dragón y águila: relaciones, pasado y futuro entre Estados Unidos y China). (Coeditor) Libros básicos, 1978.
- Ruling from Horseback: Manchu Politics in the Oboi Regency (Gobernar a caballo: política manchú en la regencia de Oboi), 1661-1669. (Autor) University of Chicago Press, 1975.

### Artículos selectos
- "Plataforma de lanzamiento—PhD, Target—TBD", en Perspectives on History: The Newsmagazine of the American Historical Association, octubre de 2014.
- "Una entrevista con Robert Oxnam", en Orientaciones: la revista para coleccionistas y conocedores de arte asiático, mayo de 2013.
- "Rocas de los eruditos chinos: legados tradicionales, inspiraciones modernas", en Art and Rocks: Nature Found and Made Exhibition Catalogue, Chambers Fine Art, julio de 2009.